# Les Roques Trabucaires
Les Roques Trabucaires és una muntanya de 840 metres que es troba al municipi de Taradell, a la comarca d'Osona.